# Окоп (Болгарія)
Око́п (болг. Окоп) — село в Ямбольській області Болгарії. Входить до складу общини Тунджа.

## Населення
За даними перепису населення 2011 року у селі проживали 679 осіб.
Національний склад населення села:
| Національність   | Кількість осіб | Відсоток |
| ---------------- | -------------- | -------- |
| болгари          | 595            | 88,1%    |
| цигани           | 61             | 9,0%     |
| турки            | 17             | 2,5%     |
| Всього відповіли | 675            |          |

Розподіл населення за віком у 2011 році:
Динаміка населення: